# Marco Formentini
Marco Formentini (n. 14 aprilie 1930, La Spezia, Liguria, Italia – d. 2 ianuarie 2021, Milano, Italia) a fost un om politic italian, membru al Parlamentului European în perioada 1999-2004 din partea Italiei.